# Sandra Belê

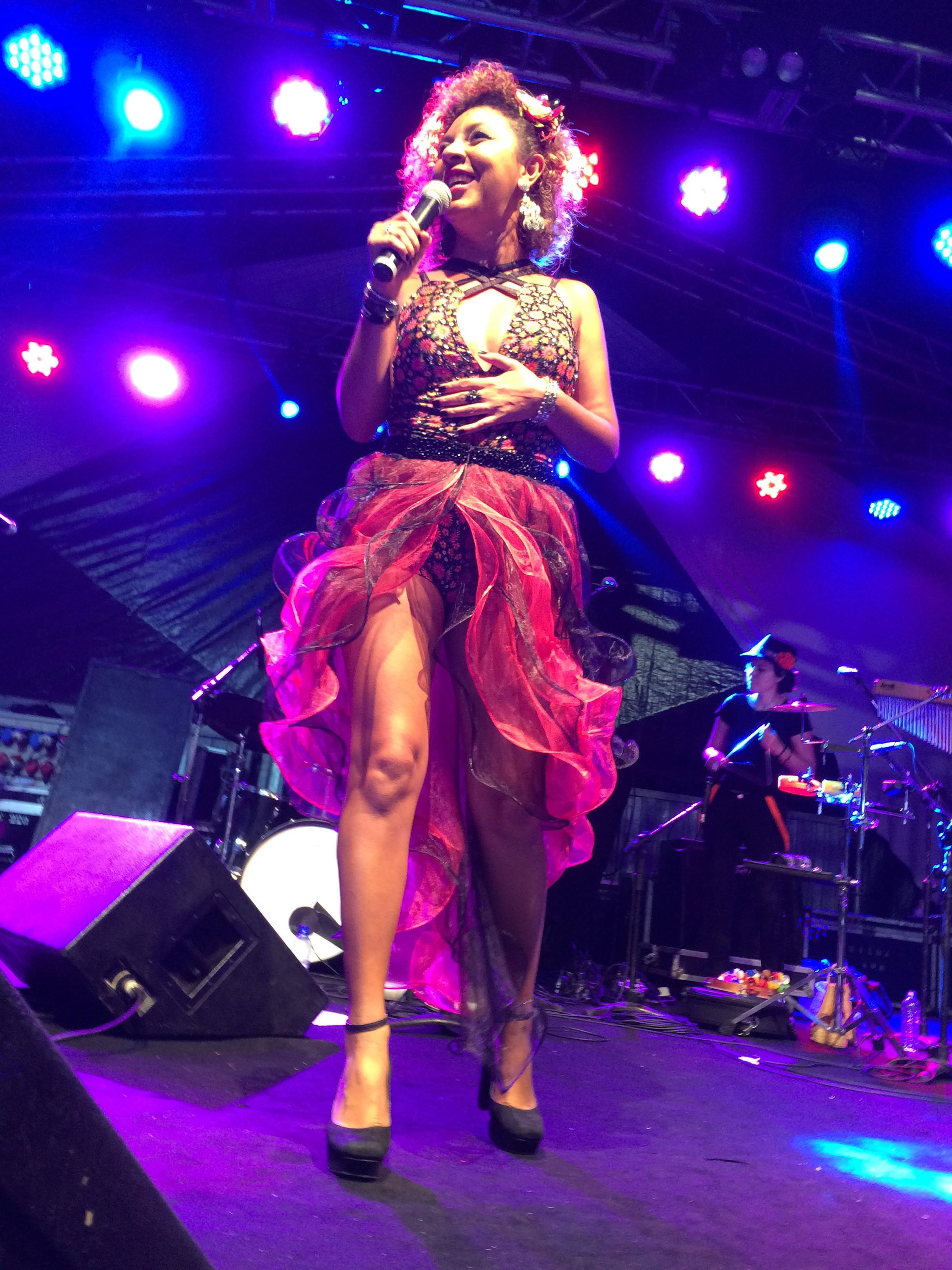
Sandra Belê (agosto/2016)

Sandra Belê (Zabelê/PB, 14 de março de 1980), nome artístico de Elisandra Romeria da Silva, é uma artista paraibana, cantora, musicista, atriz, e apresentadora de TV.
| “ | Tudo que Zabelê me deu eu guardei na imaginação. As cantigas do Reisado, a voz do aboiador, o som do carro de boi, os banhos de açude, o som da sanfona do meu pai, e o entrelaçar de linhas da minha mãe. | ” |

## Carreira
Sandra é de Zabelê no Cariri Paraibano e iniciou a carreira em 1998, aos 18 anos, cantando em Zabelê na banda Millenium formada por moradores da cidade e participando de shows de bandas de outras regiões, sempre cantando forró. Dentre as principais realizações de sua carreira, a cantora traz em seu currículo a participação como atriz e cantora da microssérie exibida pela Rede Globo, “A Pedra do Reino”; o recebimento do Troféu Gonzagão, o “Oscar” da música nordestina; a apresentação que recepcionou o Presidente do Banco Mundial em sua visita ao Brasil; o recebimento do prêmio Mulher Forte Anaíde Beiriz; a realização dos shows-homenagens a Zé do Norte e João do Vale pelo Projeto Sete Notas (SESC-PB); o encerramento da Semana Jose Lins do Rego em que cantou com Dominguinhos e a OSJPB; e a participação desde 2011 como apresentadora do programa junino “Arraial Itararé” da TV Itararé, filiada da TV Cultura na Paraíba. 
| “ | Hoje carrego minha cidade, não só no meu nome, mas nas minhas palavras, na minha lembrança e nas cantigas que canto pelo mundo afora. | ” |

Sandra é diretora de arte, graduada em Arte e Mídia pela Universidade Federal de Campina Grande. Atuou de 2002 a 2015 como ativista cultural na Associação Cultural de Zabelê - Ascuza e no Coletivo Atissar e é reconhecida regionalmente por artistas e críticos musicais como um dos grandes nomes femininos do Nordeste e do Forró.
Cronologia (fatos marcantes):
- 1998 - Início da carreira musical;
- 2001 - Participa pela 1ª vez da homenagem ao aniversário de Luiz Gonzaga no Museu Fonográfico de Campina Grande;
- 2002 - É sócia-fundadora e presidente da Associação Cultural de Zabelê, onde desenvolve projetos culturais na cidade e participa do Coletivo Atissar, onde desde então, é ativista cultural;
- 2004 - Grava seu primeiro CD: “Nordeste Valente”;
- 2005 - Representa a Paraíba em evento de recepção ao Presidente do Banco Mundial em Fortaleza-CE; Recebe o Prêmio Mulher Forte Anaíde Beiriz;
- 2006 - Participa como atriz e cantora da Microssérie Global “A Pedra do Reino”[1] nos papeis de Maria do Badalo e da Cangaceira;
- 2007 - Participa da coletânea “A Pedra do Reino”,[2] da Som Livre, com a música “Tema dum brinquedo chamado viver”, de Socorro Lira; e da coletânea Esquina Brasil,[3] realizada pelo Sebrae com a música “Cocos com Penha” (domínio público);
- 2008 - Shows-homenagens a Zé do Norte e a João do Vale pelo projeto Sete Notas, do SESC Paraíba;
- 2009 - Grava seu segundo CD: “Se Incomode Não”;[4]
- 2010 - Inicia concepção e gravação do seu terceiro CD;
- 2011 - Gravação e distribuição do CD “EncarnadoAzul”;[5] Apresenta pela primeira vez o programa junino “Arraial Itararé”,[6] na TV Itararé, afiliada da TV Cultura; Música “EncarnadoAzul” entra na lista das 100 melhores músicas do ano,[7] segundo o crítico Ed Freitas; Música “Mestra, Contra-mestra e a Diana” é finalista do Concurso “grito de Independência” do Festival SWU;[8]
- 2012 - Apresenta o show “Eternamente Luiz” [9]  abrindo o “Ano do Centenário de Luiz Gonzaga em Campina Grande”; Faz homenagem a cantora Marinês com a Orquestra Sinfônica Jovem da Paraíba; Apresentadora pelo segundo ano do programa “Arraial Itararé” – TV Itararé; Presta homenagem ao Rei do Baião na capital paraibana com Dominguinhos e a OSJP;[10]
- 2013 - Circula com o projeto “EncarnadoAzul pelo Fundo de Incentivo a Cultura do Governo do Estado da Paraíba;[11] Grava o EP “Prisma” ; Música”Remanso” é selecionada para a coletânea “Music from Paraíba”;[12] Apresenta pelo terceiro ano o programa “Arraial Itararé” – TV Itararé; É atriz da peça “Ahmar!”,[13] de Duílio Cunha; Concluiu o curso de Arte e Mídia pela Universidade Federal de Campina Grande com o projeto “Cantando para o Eterno”,[14] que vira show músico-teatral;[15]
- 2014 - Apresenta o show “Prisma” na Virada Cultural em São Paulo;[16] Apresenta o show “Só Forró” [17] nos SESCs Bauru e São Carlos,[18] e na casa de shows, Canto da Ema, em São Paulo; Grava o clipe da música “Lelê”;[19] Participa do programa JR News Talentos[20] com Heródoto Barbeiro, na TV Record News; É atração do programa “Cesta de Música” da Rádio CBN, em São Paulo; Apresenta pelo quarto ano o programa “Arraial Itararé” - TV Itararé; É homenageada com nome de espaço no Casa de Cumpade, famoso espaço temático turístico-cultural no São João de Campina Grande; Recebe prêmio Rodrigo Melo Franco de Andrade[21] do IPHAN em nome da Associação Cultural de Zabelê, onde canta para a Ministra da Cultura Marta Suplicy e convidados na cerimônia de premiação, em Brasília.
- 2015 - Fez shows nos SESCs do interior de São Paulo em março de 2015 (SESC Santo André [22] e SESC Santos[23]) e no SESC da capital paulista[24] (SESC Santana); Shows em Sumé e Lagoa Seca em comemoração ao Mês da Mulher; Participação no programa Paratodos, na TV Brasil;[25] Recebeu o Troféu Gonzagão[26] em reconhecimento a sua carreira artística. Fez Show junino no Sesc Catanduva[27] e no Sesc São Carlos (neste último cantando somente o repertório de Luiz Gonzaga); Apresentou o programa Arraial Itararé,[28] da TV Itararé, afiliada a TV Cultura, durante os quatro sábado do mês de junho e no primeiro sábado de julho; Fez o Show a Festa no Maior São João do Mundo em Campina Grande;[29] no Festival de Inverno de Garanhuns (FIG);[30] na Feira Literária de Boqueirão;[31] no III Festival Cultural de Coxixola[32] entre outros; Gravação do show A Festa para o programa Itararé Especial, da TV Itararé, afiliada a TV Cultura, em comemoração aos 8 anos do programa Diversidade;
- 2016 - Realização do show “Elas e a Sanfona” [33] com Sandra Belê, Ellen Oléria e Khrystal, no Espaço Cultural, em João Pessoa-PB. Recebimento de Comenda pela Ordem dos Advogados do Brasil no Dia Internacional da Mulher.[34] Show com Khrystal e Ellen Oléria na Virada Cultural de São Paulo,[35] em maio. Lançamento do show Estampada, em junho[36] com shows em locais como o Palco Principal do Parque do Povo, no Maior São João do Mundo[37] e no aniversário de 9 anos do Centro Cultural Banco do Nordeste (Sousa/PB).[38] Lançamento do videoclipe Maria no Andor, do projeto Cantando para o Eterno, sobre Inselênças.[39]
- 2017 - Mudança para São Paulo e participação surpresa no show de Chico César na Av. Paulista.[40] Participação no show “Amorosa & Convidados” de Amorosa Sergipana em Aracaju (SE).[41] Show “Liras, Belezas e Moradas” com Socorro Lira e André Morais em João Pessoa.[42] Participação no Tributo a Belchior em João Pessoa e no Festival de Inverno de Campina Grande.[43] Lançamento do videoclipe “Hoje Tem”.[44] Lançamento do show Rendar, em junho.[45] Lançamento do seu primeiro show de Carnaval intitulado “Paetês”.[46] Lançamento do programa de rádio “No Terreiro de Casa com Sandra Belê”, transmitido pela Rádio Tabajara FM, em que foi apresentadora.[47]
- 2018 - Lançamento do clipe "O Romance do Senhor Fado com a Moça Canção do Pajeú" de Xico Bizerra e Maria Dapaz, com a cantora portuguesa Rosa Madeira.[48] Lançamento do show “Sandra Belê e as Cumadre” na Virada Cultural.[49] Show no Sesc Tijuca[50] e na Feira de São Cristóvão,[51] no Rio de Janeiro-RJ. Lançamento do Show de carnaval “Fuzuê”.[52]

## Discografia
Álbuns solo
- 2004: Nordeste Valente
- 2009: Se incomode não (relançado em 2016)
- 2011: EncarnadoAzul
- 2013: Prisma (EP)